# Ophioscolex
Ophioscolex is een geslacht van slangsterren uit de familie Ophiomyxidae.

## Soorten
- Ophioscolex clivulus Kutscher & Jagt, 2000 †
- Ophioscolex corynetes (Clark, 1911)
- Ophioscolex cretaceus Kutscher & Jagt, 2000 †
- Ophioscolex disacanthus H.L. Clark, 1915
- Ophioscolex glacialis Müller & Troschel, 1842
- Ophioscolex inermis Mortensen, 1933
- Ophioscolex marionis Mortensen, 1936
- Ophioscolex pertinax Koehler, 1904
- Ophioscolex serratus H.L. Clark, 1900
- Ophioscolex tropicus Lyman, 1878